# Болланд, Брайан
Брайан Болланд (англ. Brian Bolland; род. 26 марта 1951, Баттервик, Линкольншир, Англия) — британский художник комиксов. Одной из наиболее его известных работ является графический роман «Бэтмен. Убийственная шутка».

## Ранние годы
Болланд родился в Баттервике в семье фермера Альберта «Эй-Джея» Джона и Лилли Болланд. Рос в деревне недалеко от Бостона в болотах Линкольншира. К 1960 году, когда американские комиксы начали импортироваться в Англию, Брайану понравилась серия Dinosaurus! от Dell Comics. Вскоре у него появились такие комиксы, как Turok, Son of Stone и Tomahawk: именно эта растущая коллекция вдохновила молодого Болланда на создание собственных комиксов.

## Награды
- 1977 — Society of Strip Illustration — Best Newcomer[3]
- 1982 — Inkpot Award[4]